# 排水 (農業)
農業排水システム（英語: agricultural drainage system）は、農業の生産作物生産において耕作地改良土壌強化を実施するために行う排水。雨水制御の他、侵食制御および散水制御といった任意で防災の補完を排水が果たす場合もある。 

## 分類

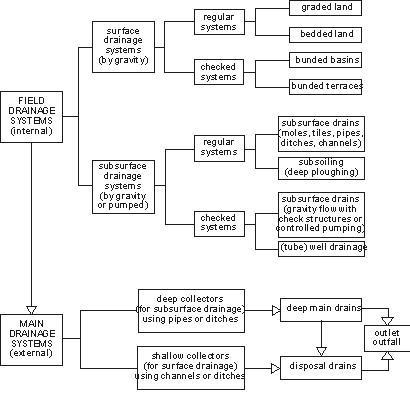
図１．農業排水システムの分類。

農業で使用される排水システムには2つ以上のタイプ、主には（1）地表排水と（2）地表下排水。 

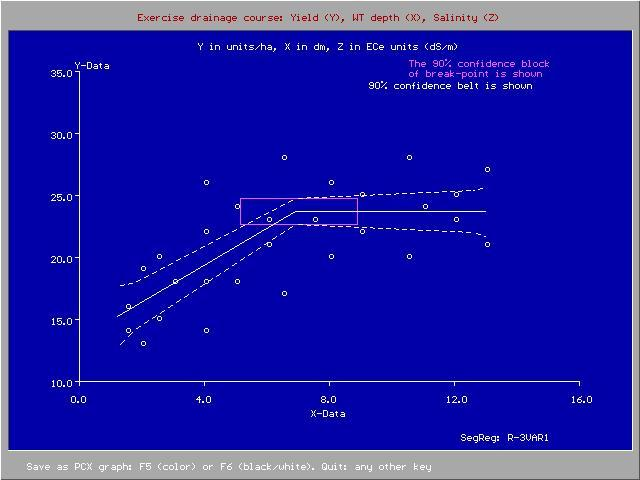
収穫量（Y）および地下水面（dm単位のX）

図1は、さまざまなタイプの排水システムを分類してフィールド（または内部）システムとメイン（または外部）システムを表示。  野外排水システムの機能は地下水面を制御することであるが一方で主な排水システムの機能は排水口または出口から水を収集、輸送、廃棄することであり、場合によっては、集水システムと主排水システムでさらに区別されている。これもさらに地表と地下の野外排水システムで区別される場合がある。 

### 地表排水システム
過剰な降雨または灌漑が適用されると通常の地表排水システムは重力によってすぐに機能し始める。
また再形成または改質された土地構成は、次のように分類される。
- イネ以外の作物の平地で使用されるベッドシステム。
- イネ以外の作物の傾斜地で使用される傾斜システム。

層状および傾斜システムには尾根と谷溝があり、チェックされた地表排水システムは、平地の水田に使用されるような平地盆地を取り囲む堤防に配置されたチェックゲートで構成されている。これらの畑は通常水没しており、特定の機会（収穫時など）にのみ排水する。チェックされた表面排水システムは、米に使用される棚田 terraced lands も見ることができる。
文献では、さまざまな通常の表面野外排水システム、水浸しの程度の減少、および農業または環境への影響に関する関係については情報を見つけることがあまりない。したがって、通常の地表排水システムの健全な農業基準を開発することは困難であり、これらのシステムの既知の基準のほとんどは、土地の整地と地ならしの技術の効率に関するものである。
同様に、チェックされた表面排水システムの農業基準はあまり知られていない...

### 地下排水システム

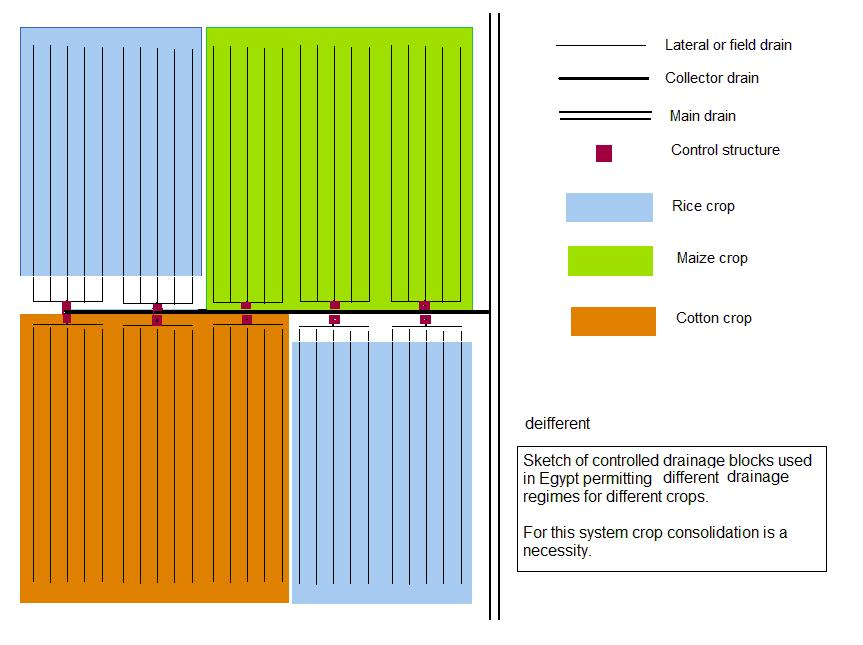
制御された排水システム

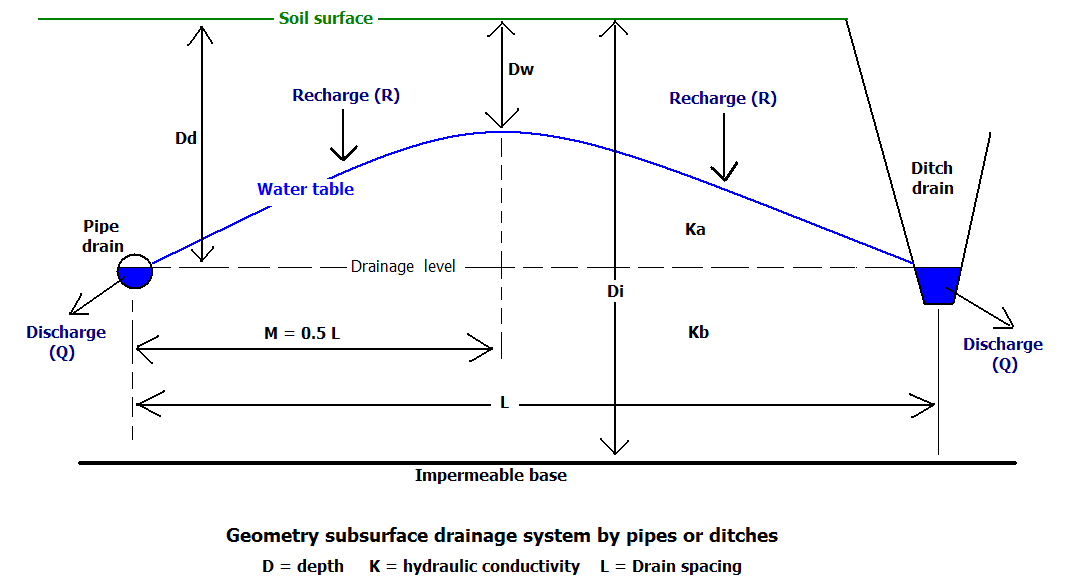
水平排水のパラメーター

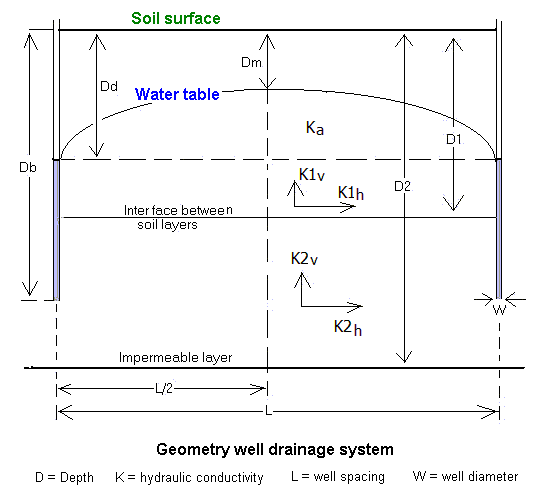
垂直排水のパラメーター

地表フィールド排水システムと同様に、地下フィールド排水システムも通常のシステムとチェック済み（制御済み）のシステムに区別できる。
排水によって完全に重力が発生する場合、両方のタイプの地下システムには多くの共通点がある。ただしチェックされたシステムには、必要に応じて開閉できる制御ゲートがあり、多くの灌漑用水節約が可能 。チェック排水システムによって建設コストを低減、主排水システムを介して放電を減少させる。
放電によって行われる場合にはポンプで排水量やポンプ時間を短縮し動作していないことで簡単に確認することが可能。インド北西部ではこの慣行により灌漑の効率が向上、必要な灌漑用水の量が減り、過度の塩水化 salinizationには至っていない。
地下フィールド排水システムは、土壌に作られた水平またはわずかに傾斜したチャネルで構成されており、それらはオープンウッドの溝 ditches, ブラシウッドとソイルキャップもしくは石とソイルキャップで満たされ、埋設されたパイプドレーン、タイルドレーン tile drains, またはモルドレーンまたは一連のウェルで構成することも可能。

現代の埋設管排水路はパイプの周りの透過性を改善、そしてシルト質土壌 sandy and silty soils. エンベロープまたはフィルター材料 filter materialで包まれた波形の柔軟な穿孔プラスチック（PEまたはPVC）パイプラインで構成されることが多く、サラウンドは合成繊維（ジオテキスタイル）で構成。フィールドドレインのいずれかによって、コレクタまたはメインシステムへ重力排水またはポンピングする等で水を排出。井戸（開掘した井戸またはチューブ井戸）は通常ポンプでくみ上げる必要があるが時々重力による排出のために下水管に接続がなされる。そして井戸による地下排水はしばしば垂直排水と呼ばれ、チャネルによる排水は水平排水と呼ばれるが、それぞれ「井戸による野外排水」および「溝またはパイプによる野外排水」と言う方が明確である。場合によっては地下に十分な自然排水がある限り排水構築は深耕 deep plowing (地下土壌汚染sub-soiling）によってゆっくりと浸透する土壌層を改良するだけで地下排水を実現可能。他の例では地下の排水と地下の排水の組み合わせが問題を解決するかもしれない。

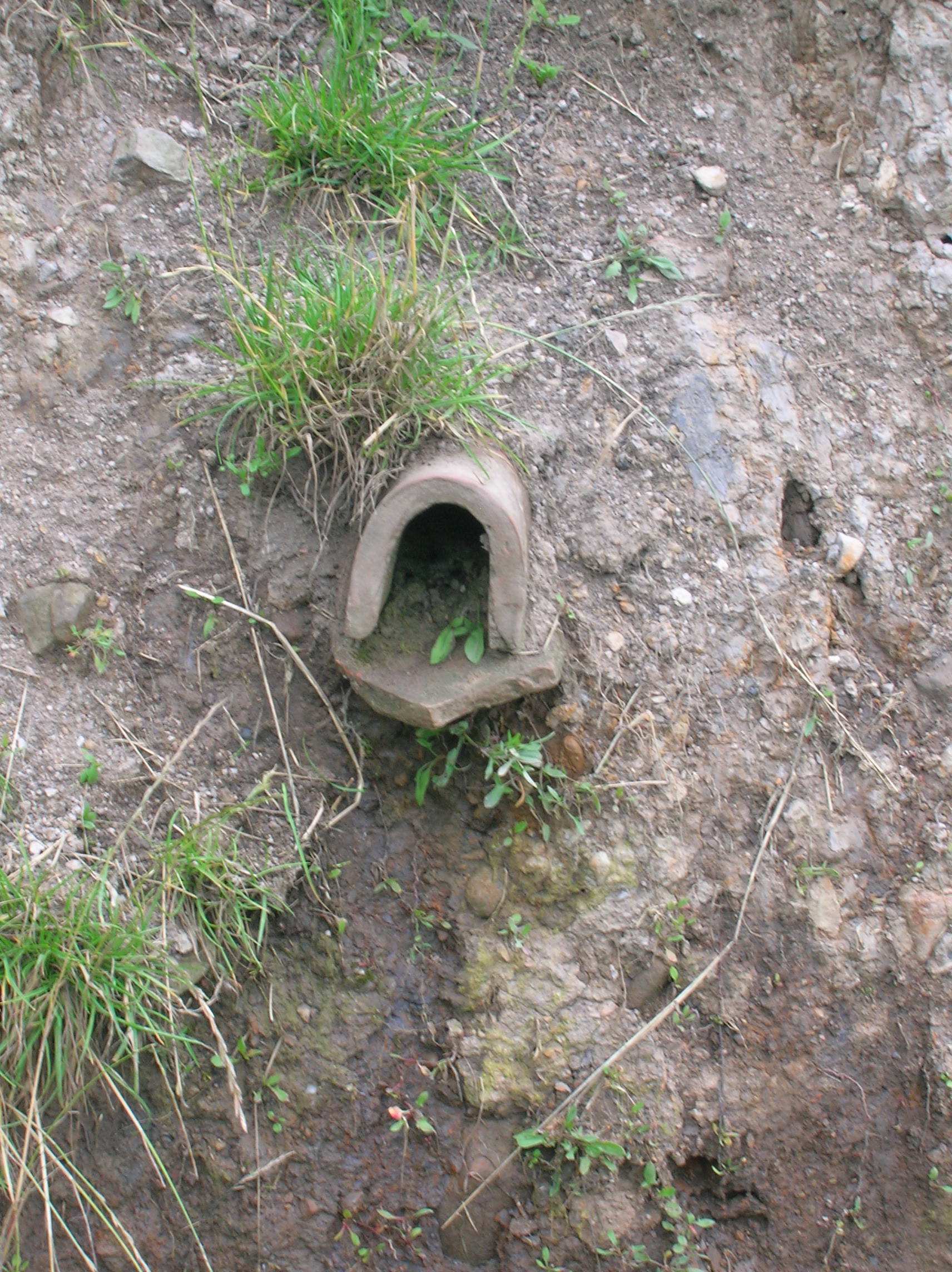
マグとソールの排水（スコットランド、18世紀）

### 主な排水システム
主な排水システムは、深いまたは浅い集水器と、主排水路または廃棄排水路で構成。深いコレクタードレインは地下フィールド排水システムに必要で、浅いコレクタードレインは、表面フィールド排水システムに使用され、揚水地下システムにも使用できる。ディープコレクターは、開いた溝または埋設されたパイプラインで構成。深いコレクターと浅いコレクターという用語は、コレクターの底の深さではなく、土壌表面の下のコレクターの水位の深さを指し、底の深さは、水位の深さと必要な排水能力の両方によって決まる。
深い集水器は、水を深い主排水管（現場の排水管から直接水を受け取るのではなく、集水管からのみ水を受け取る排水管）に排水するか、排水を排水管に汲み入れることができる。また排水溝は土の表面下の水位の深さが最小限に制限されていない主要な排水管であり、浸水を防ぐために堤防が作られていれば水位が土壌の表面より上にあることさえあり、廃棄ドレーンは地下および地表の両方の排水システムに役立ち、深い主排水溝は排水溝に沿った土地の傾斜よりも小さな勾配が与えられると、徐々に排水溝になっていくが、主な排水システムに適用可能な技術基準は、水文学的状況とシステムのタイプによって異なる。

### メイン排水口
メイン排水システムの最後のポイントは、重力出口構造またはポンプ場。

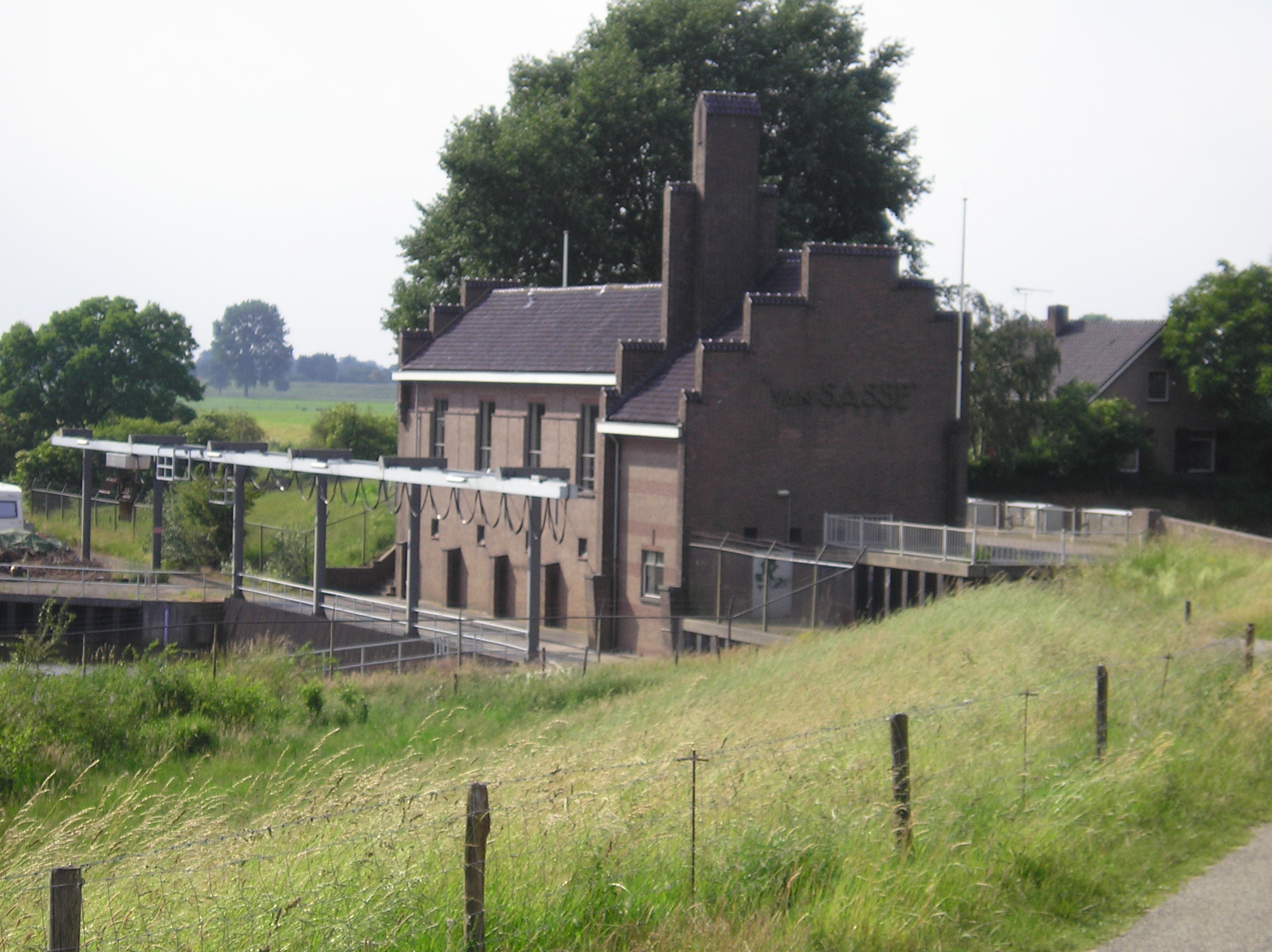
オランダの墓にあるポンプ場Van Sasse

## 用途
地表排水システムは通常の浸透能力infiltration capacityが低いまたは中程度の土壌を持つ比較的平坦な土地或いは通常の浸透能力を超える高強度降雨のある土地では土壌表面で頻繁に水没が発生してしまうために適用される。
地下の排水システムは排水の問題が主に浅い地下水面のものである場合に使用され、地表水面と地下水面の両方が浸水する場合、地表/地下の排水システムの組み合わせが必要となる。

場合によっては、浸透能力の低い土壌に地下排水システムを設置。表面排水の問題により、土壌構造 soil structure と浸透能力が大幅に改善され、表面排水システムが不要になる場合もある。

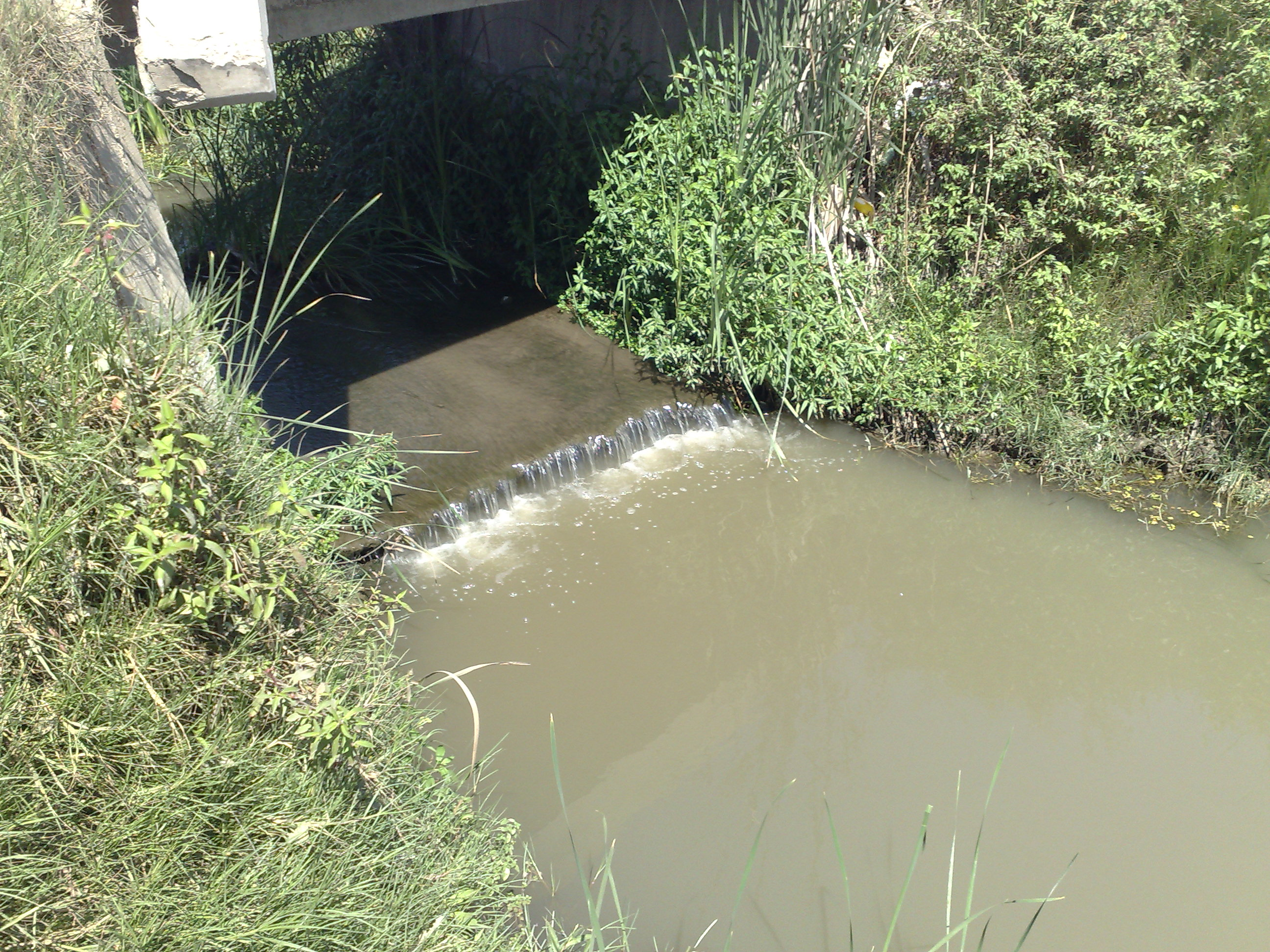
ディープコレクタードレイン

一方、地表排水システムが地下水の栄養を減少させ、地下排水の問題が大幅に軽減されるか、さらには解消されることもある。
両方のタイプのシステムは同じ農業基準を満たし、同じ利点を達成するように設計できるため、パイプと溝またはチューブ井戸による地下排水システムの選択は農業基準よりも技術的基準とコストの問題となる。通常、井戸よりもパイプの排水溝が望ましいが、土が数メートルの厚さの低浸透性の最上層で構成され、急速に浸透する深めの下層 subsoil, を覆っている場合、パイプまたは溝に必要な排水間隔は井戸の間隔よりもかなり小さいため、井戸がより良い選択肢になる可能性もある。
土地は時として地下排水システムを必要とするが、塩水の地下水 saline groundwater が非常に深く存在する場合は広く間隔をあけたシステムの代わりにパイプまたは浅い溝で、間隔をあけて使用する方がよい。その理由は浅いものよりも深い方が塩分が多い排水を生成するためであるが、環境基準によってはより深いシステムの使用は禁止される場合がある。
一部の排水プロジェクトでは主要な排水システムのみが想定されている場合があり、その場合農地は依然として畑の排水問題に苦しむ可能性が高い。他のケースでは適切なメイン排水システムがないため、フィールド排水システムが無効であることがわかる。どちらの場合でも、排水システムの設置は推奨されない。
参照: は世界の土地排水の一般的な説明を提供し、  は世界のさまざまな地域で使用される農業の土地排水システムのタイプに関する論文を紹介している。

## Drainage system design
排水の正と負の（サイド）効果の分析、および排水設計手順に従った排水設計の最適化については Drainage research.を参照。

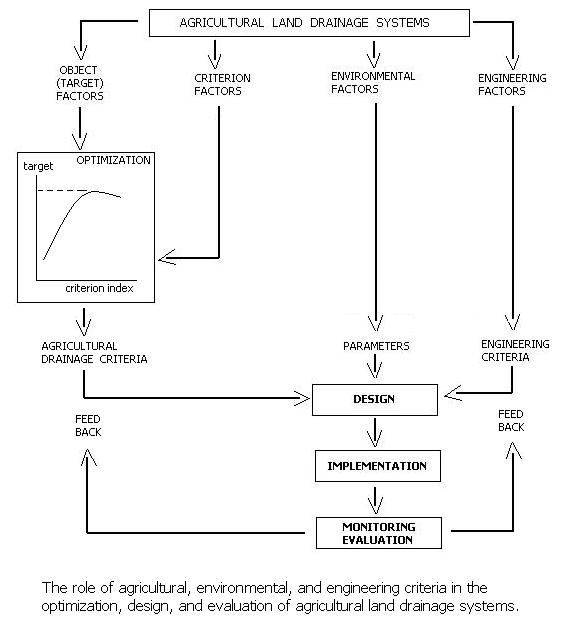
排水設計手順